# Dan Thy Nguyen
Dan Thy Nguyen (* 13. Dezember 1984) ist ein deutscher Regisseur, Schauspieler, Essayist und Sänger vietnamesischer Abstammung.

## Leben und Wirken
Dan Thy Nguyen wurde in Düren, Nordrhein-Westfalen, geboren. Nach einer abgebrochenen Ausbildung zum Schauspieler studierte er Islamwissenschaften und Soziologie an der Universität Hamburg. 2010 begann er, kurze Theaterperformances für die Straße zu schreiben und führte sie im Hamburger Schanzenviertel auf. Seine Performance "Pissoirs" wurde von der Sendung Hamburg Journal im NDR entdeckt und es wurde ein erster Beitrag über ihn gesendet. Arbeiten als Performer folgten u. a. am Theaterprojekt Das letzte Kleinod, am Künstlerhaus Mousonturm, der Deutschen Kammerphilharmonie Bremen und im Kampnagel, Hamburg.
2012 erhielt er das Stipendium "150% Debutantes Ballroom" des Theaterfestivals 150 Prozent Made in Hamburg für seine Regiearbeit "Le Chantier", welche im MARKK uraufgeführt wurde. Gleichzeitig begann er seine Recherche über die rassistischen Ausschreitungen von Rostock-Lichtenhagen 1992. Die Premiere des daraus entstandenen Stückes mit dem Titel "Sonnenblumenhaus" fand 2014 im MARKK in Hamburg statt und wird seitdem in den verschiedensten Theatern, u. a. im Ernst Deutsch Theater und dem Volkstheater Rostock, gespielt. Diese Arbeit rief teilweise mediale Kontroversen hervor, weil Nguyen darin, basierend auf Zeitzeugeninterviews, die Perspektive der Überlebenden zeigte, die sich wehren mussten, ohne zu töten. Außerdem kritisiert er öffentlich die Gedenk- und Erinnerungskultur an den Ausschreitungen von Rostock-Lichtenhagen. 2015 gewann die Hörspielversion dieser Produktion die Hörnixe, ein Preis für nichtkommerzielle Hörspiele des Radio T.
2015 begann er mit seiner Lecture Performance "Denken was Tomorrow" durch Theater und Museen in Deutschland und Polen zu touren. Mit dieser Arbeit reflektiert er seine Familiengeschichte als Kind vietnamesischer Boatpeople und seine Erfahrungen als Opfer rassistischer Attacken. Diese Arbeit wurde u. a. beim Clinchfestival im Theater im Pavillon in Hannover gezeigt, sowie beim Malta Festival in Poznań, Polen. Seit 2017 beschäftigt er sich als Regisseur und Autor immer mehr mit dem Aufstieg rechter und nationalistischer Bewegungen und Parteien in Deutschland. Seine Musikrevue "Yesterday never died" hatte ihre Premiere im April 2017 im Kulturzentrum HausDrei, Hamburg und zeigt die allmähliche Verrohung der europäischen Gesellschaft aus der Perspektive eines jungen Künstlers. Zwischen 2016 und 2018 war er Mitglied des Theaterbeirates des Landes Niedersachsen.
Dan Thy Nguyen hat seit den 2010er Jahren an einer Vielzahl von Projekten und Veranstaltungen teilgenommen, die seine Rolle als einflussreicher Akteur in der Kunst- und Kulturszene weiter festigen. Ein zentrales Element seiner Arbeit ist das "fluctoplasma" Festival, das sich als Ort des Austauschs über Gleichheit und Diversität versteht. In einem Interview mit dem Goethe-Institut erörterte Nguyen die Bedeutung des Dialogs in der Demokratie und die Rolle der Kunst in politischen und kulturellen Diskursen. Er betont, dass Kunst nur in Wechselwirkung mit anderen demokratischen Feldern wie Bildung, Politik und Sozialem voll wirksam sein kann. Für seine schauspielerischen Leistungen erhielt Nguyen 2021 zusammen mit dem Gesamtensemble den Deutschen Hörspielpreis für die Produktion "Atlas" beim MDR. Dieser Preis ist eine Anerkennung seiner vielfältigen Talente und seines Engagements in der Kunstszene.
Seit 2023 ist Dan Thy Nguyen Mitglied des Kuratoriums des Fond Darstellender Künste und hat ab 2024 zusätzlich den Vorsitz dieses Gremiums übernommen.
2021 veröffentlicht er seinen ersten Lyrikband "Über Wasser und Tote".